# Wołodymyr Bariłko
Wołodymyr Wołodymyrowycz Bariłko, ukr. Володимир Володимирович Барілко (ur. 29 stycznia 1994 w Charkowie) – ukraiński piłkarz, grający na pozycji napastnika.

## Kariera piłkarska

### Kariera klubowa
Wychowanek klubu Metalist Charków, barwy którego bronił w juniorskich mistrzostwach Ukrainy (DJuFL). Karierę piłkarską rozpoczął 5 sierpnia 2011 w drużynie młodzieżowej Metalista, a 1 marca 2015 debiutował w podstawowym składzie charkowskiego klubu. W styczniu 2016 został wypożyczony do Czornomorca Odessa. Latem 2016 odeski klub wykupił kontrakt piłkarza. 11 stycznia 2018 opuścił odeski klub.

### Kariera reprezentacyjna
Występował w młodzieżowej reprezentacji Ukrainy.